# ムーファン・ループ
数学において、ムーファン・ループ（、英: Moufang loop ）とは、特別な種類の代数構造である。多くの点で群に似ているが、必ずしも結合法則を満たさない。ムーファン・ループは、Ruth Moufang (1935) によって導入された。 滑らかなムーファン・ループは、関連する代数であるマルツェフ代数 がある。それはリー群に関連するリー代数があるのと類似している。

## 定義
ムーファン・ループ はループ {\displaystyle Q} で、任意の {\displaystyle x}, {\displaystyle y}, {\displaystyle z} に対して、以下の4つの同値な恒等式を満たすものである ({\displaystyle Q} の二項演算は並置記法で記述する)：
1. {\displaystyle x(y(xz))=((xy)x)z\quad }  … (N2)
2. {\displaystyle y(x(zx))=((yx)z)x\quad }  … (N1)
3. {\displaystyle (xy)(zx)=x((yz)x)\quad }  … (M1)
4. {\displaystyle (xy)(zx)=(x(yz))x\quad }  … (M2)

以後の説明の便宜上、式の後ろにつけた番号は、参考文献 Kunen (1995) に倣った。

## 例
- 任意の群は、結合的であるから、従ってムーファン・ループである。
- 非ゼロな八元数は、乗算に関して、非結合的なムーファン・ループを成す。

## 性質

### 結合性
ムーファンループは (群とは異なり) 必ずしも結合的ではない 。ムーファン恒等式は、結合法則の弱い形式と見なすことができる。
ムーファン恒等式に適当な値を代入することにより、以下の式が得られる：
1. {\displaystyle x(xz)=(xx)z} (式 (N2) において y := e を代入)
2. {\displaystyle y(xx)=(yx)x} (式 (N1) において z := e を代入)
3. {\displaystyle x(yx)=(xy)x} (式 (N2) において z := e を代入 or (N1) において y := e を代入 or (M1) において z := e を代入 or (M2) において y := e を代入)

ムーファンの定理は、ムーファン・ループにおける三つの元 x, y, z が結合法則 {\displaystyle (xy)z=x(yz)} に従う場合、結合的な部分ループを生成すると述べている。この定理の系として、ムーファン・ループは、非結合的であると言える。すなわち、ムーファン・ループの任意の二つの元によって生成される部分ループは、結合的であり、従って群になる 。

### ムーファン準群
このセクションでは、ループではなく準群の場合にどうなるか考察する。
準群がムーファン恒等式の内の一つを満たす場合は、必ず単位元が存在することが示される。
以下に、証明の一部 (Theorem 2.2) だけ述べる。Theorem 2.3 はより難しいので、参考文献を見よ。
{\displaystyle Q} を準群とする。ムーファンの恒等式の内 (M1) が成り立つと仮定する。
任意の{\displaystyle a\in Q}を固定する。準群の定義によって、{\displaystyle ae=a}を満たす{\displaystyle e\in Q}がただ一つ存在する。
この時、任意の{\displaystyle x\in Q}に対して、{\displaystyle (xa)x=(x(ae))x=(xa)(ex)}が成り立つ。よって、準群の定義 (消去律) によって{\displaystyle x=ex}が成り立つ。従って、{\displaystyle e}は左単位元である。
次に、再び準群の定義により、{\displaystyle be=e}を満たす{\displaystyle b\in Q}がただ一つ存在する。この時、
{\displaystyle (yb)e=(e(yb))e=(ey)(be)=ye}が成り立つ。再び準群の簡約律より、{\displaystyle yb=y}が成り立つ。従って、{\displaystyle b}は右単位元である。
さらに、{\displaystyle b=eb=e} であるから、{\displaystyle e} は(両側)単位元である。
(M2) {\displaystyle (xy)(zx)=x((yz)x)}だけを仮定する場合も、(式を鏡のように反転させて) 同様に証明できる。
この場合は{\displaystyle a\in Q}に対して、{\displaystyle ea=a}を満たす{\displaystyle e}を取ると、{\displaystyle x=xe\quad \forall x\in Q}、つまり {\displaystyle e}は右単位元であることが言える。
先ほどと逆に{\displaystyle eb=e} を満たす{\displaystyle b} を取って、同じことをすれば、{\displaystyle e=b} が左単位元になることも言えるので、両側単位元である。